# União de Vaz Lobo

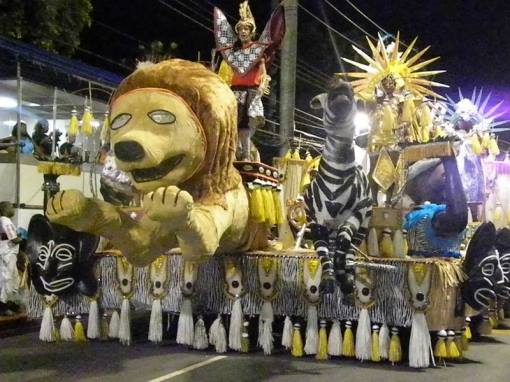

Grêmio Recreativo Escola de Samba União de Vaz Lobo é uma escola de samba, da cidade do Rio de Janeiro. Foi fundada como escola de samba em  de outubro de 1930, sendo uma das mais antigas do Carnaval Carioca em atividade. Sua sede administrativa fica na Avenida Ministro Edgar Romero, 756, no bairro de Vaz Lobo. Durante o final do ano de 2012 até o ano seguinte, utilizou como barracão e quadra um espaço situado na Rua Lima Drumond nº 9, esquina com Edgard Romero, em frente ao campus Vaz Lobo da Univercidade.
Grandes nomes do samba, já passaram pela escola, tais como as ex-portas bandeira Vilma Nascimento e Juju Maravilha, e o compositor Zé Keti. Os intérpretes Eraldo Caê, Gonzaguinha e Sandrinho do Beco tiveram sua chance como cantores principais pela primeira vez na Vaz Lobo.[carece de fontes?]

## História
A agremiação foi a primeira oportunidade de varios artistas do mundo do samba, a porta bandeira Vilma Nascimento passou anos defendendo o pavilhão da vaz lobo escola onde sua mãe fez parte.A porta bandeira Juju Maravilha também ja defendeu o pavilhão da tradicional branco,azul e rosa da zona norte.
O carnavalesco Luis Fernando Reis passou pela escola em 2001 com o enredo  “Meu Querido Vaz Lobo… é Bairro, é Raça, é Samba, é União” quando obteve o 5° lugar no grupo E.
Em 1954, esteve no grupo especial  pela última vez, quando ao obter a 21ª colocação, acabou rebaixada. Em 1984, a União de Vaz Lobo conquistou seu primeiro título da história, pelo Grupo 2B (Atual grupo C ), contando o enredo  Adoiá. Em 1995, 11 anos após o primeiro título, a agremiação conquistou seu segundo título, dessa vez pelo Grupo D, defendendo o enredo Banzo, saudades da terra.  Desfilou 3 vezes no Sambódromo da Marquês de Sapucaí nos anos de 1991,1992 e 1996.
Em 1981, quando sob a presidência de Jeusamir Alves da Silva `´Ananguê´´, obteve o sexto lugar entre dez escolas, com o enredo "Renascendo das cinzas".
Em 2009, desfilou pelo Grupo Rio de Janeiro 4 (antigo Grupo de acesso E), mostrando o enredo Ao cair da noite, a Vaz Lobo traz trabalho. A agremiação conseguiu o 3° lugar com 158,5 pontos, sendo promovida para o antigo Grupo de acesso D em 2010.

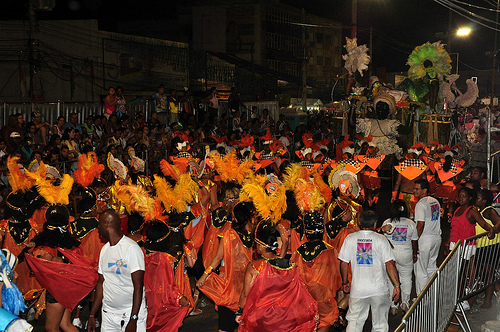

Em 2010, teve como enredo Em seus 80 anos a União de Vaz Lobo se faz raiz, nesta Terra que eu consumo para esta Terra que há de me consumir, do carnavalesco Eduardo Pinho. Com problemas internos financeiros com a diretoria, terminando em 13º lugar, foi rebaixada para o Grupo Rio de Janeiro 4.
No ano seguinte com enredo sobre as iabás a escola apresentou um bom desfile, mais não foi o suficiente o 4º lugar para a escola conseguir o acesso.
Para o Carnaval 2012, a escola preparou uma homenagem à Beija-Flor, e escolheu um samba resultado de uma fusão entre duas composições finalistas da disputa interna, disputa essa que teve que ser realizada no Boêmios de Irajá, devido à desapropriação de sua quadra, por parte da Prefeitura, para as obras da TransCarioca que atrapalhou muito o trabalho para o Carnaval 2012. Esta desapropriação esta que recebeu severas críticas de José Carlos Netto, colunista do site de Sidney Rezende. Por fim, Vaz Lobo foi rebaixado para o Grupo 1 da Federação dos Blocos, deixando de ser tecnicamente uma escola de samba, ainda que mantendo a sua denominação "GRES".
Após o rebaixamento, seu então presidente, Marcelo da Silva Ramos deixou o cargo. Para o seu lugar, foi eleito Adão José da Silva Filho, conhecido como Ivan Veneno. Partidários da oposição lançaram denúncias, acusando a eleição de fraudulenta.
Com nova diretoria, o Vaz Lobo escolheu um enredo sobre a história das ferrovias que partiam da Estação Central do Brasil, e o trem da Supervia nos dias atuais. Terceira agremiação a desfilar no sábado de Carnaval, Vaz Lobo recebeu notas 8 e 8,5 em samba-enredo, as mais baixas entre todos os blocos do grupo naquele ano, perdendo um total de 3,5 pontos. Na classificação final, obteve a sexta colocação entre nove blocos, sendo portanto um dos quatro rebaixados ao Grupo 2. Na apuração, realizada na quinta-feira após o Carnaval, integrantes da escola, inconformados com as notas baixas, tentaram agredir o presidente da Federação dos blocos e profissionais da imprensa.
Em 2014, desfilando novamente na Intendente Magalhães, no sábado, pelo segundo grupo dos blocos de enredo, a agremiação fez um desfile muito melhor do que o do ano anterior. Com um belo samba, encomendado a integrantes da própria ala dos compositores, apresentou um desfile sobre a religiosidade do brasileiro. No último módulo, um dos tripés do bloco ficou preso, o que comprometeu a evolução. No fim, obteve novamente a sexta colocação.
Em 2015 a escola apresentou o enredo '' Na festa dos seus 85 anos, a União de Vaz Lobo convida as estrelas do carnaval ''. A escola terminou na sétima colocação, sendo rebaixada para o Grupo 3. A agremiação inconformada com a situação, entrou com pedido para disputar o grupo de avaliação da AESCRJ novamente, voltando a ser escola de samba para o ano seguinte.
Em 2016, a escola voltou a desfilar como escola de samba, e não como bloco, como vinha desfilando assim desde 2013. Apresentou então, o enredo '' A Nobreza de Uma Raça - Raiz, Coração e Alma ''. O desfile foi muito fraco. A agremiação passou sem bateria, mestre sala e comissão de frente.  A União de Vaz Lobo neste carnaval desfilou pelo Grupo E, a sexta divisão, composta por quinze escolas de samba, e a agremiação terminou em 14º colocada graças a Cultural Zambear, que não desfilou, salvando a Vaz Lobo de ser suspensa para desfilar no próximo ano. A escola conquistou 87,1 pontos, a 83,5 pontos da Chora na Rampa, escola de samba que ficou uma posição a frente da Vaz Lobo. Mesmo com o desfile fraco, a escola apresentou um belo samba, e conseguiu o vice-campeonato de uma competição realizada pelo site Samba na Intendente para ver qual escola apresentou o melhor samba, e ganhou o prêmio de melhor Interprete do Grupo E, realizado pela Samba é Nosso.
A escola ia se apresentar em 2017 com o enredo Assim como brilha o sol para  o novo dia vaz lobo nas asas da fênix renasce sobre as cinzas da folia.mas faltando um mês antes do desfile a escola solicitou a LIESB que desfilaria no ano seguinte, entretanto no dia do desfile pediu afastamento o que fez a LIESB punir a escola com quatro anos longe dos desfiles oficiais. Entretanto com a chegada da ACAS, foi burlado o seu banimento e a agremiação retorna em 2020, com o nome GRES Vaz Lobo.
Após três anos sem desfilar (2017, 2018 e 2019), a escola retorna à Intendente Magalhães pelo Grupo de Avaliação, tentando se consolidar desta vez. Com os carros na concentração, a escola anuncia que não irá desfilar por não ter membros da bateria e outras alas presentes. Sendo assim, seu quarto ano sem desfilar.

### Presidentes
| Nome                                   | Mandato   | Ref.   |
| -------------------------------------- | --------- | ------ |
| Jeusamir Alves da Silva ´´Ananguê´´    | 1979-1990 |        |
| ILson josé dos santos                  | 1991-1998 |        |
| Adelino Guerreiro                      | 1998-2006 |        |
| Marcos da costa souza(Marcão)          | 2007-2008 |        |
| Marcelo da Silva Ramos                 | 2009-2012 | [ 11 ] |
| Adão José da Silva Filho "Ivan Veneno" | 2012-2017 | [ 12 ] |
| Danda Maravilha                        | 2020-     |        |

### Diretores
| Ano  | Diretor de Carnaval                  | Diretor de harmonia             | Mestre de bateria                                       | Ref.   |
| ---- | ------------------------------------ | ------------------------------- | ------------------------------------------------------- | ------ |
| 2003 | Carlinhos Madureira                  | Nelson Fernandes                | Marquinhos Mecânico, Timbira e Miquimba                 |        |
| 2005 | Humberto Pinto e João Doreste (Xuxu) | Paulo Cesar (Paulão da Portela) | Marcos (Mestre Miquimba) e Renato (Rena)                |        |
| 2006 | Carlinhos Madureira                  | Paulo Cesar (Paulão da Portela) | Marcos (Mestre Miquimba), Hamilton Tabu, Renato (Renna) |        |
| 2007 | André Marins                         | Paulão                          | Felipe                                                  |        |
| 2008 | Comissão de Carnaval                 | Mestre Paulão, Mestre Serginho  | Dinho, Miquimba, Renato, Leandro                        |        |
| 2011 | Willian Ribeiro (Lila)               | Ricardo Alves                   | Jeferson Donato (Mestre Jeffinho)                       |        |
| 2013 | Adriano                              | William Ribeiro                 | Rafael Portela                                          | [ 10 ] |
| 2014 | William Ribeiro                      | William Ribeiro                 | Rafael Portela                                          |        |
| 2015 | William Ribeiro                      | William Ribeiro                 | Rafael Portela                                          | [ 13 ] |
| 2016 | Rosana Novaes                        | Fafa,jardeu e Silvia            | Marcos Juvenal                                          |        |
| 2017 | Júlio César                          | João Luiz                       | Flavinho                                                |        |

### Intérpretes
| Período   | Intérprete oficial                                              | Referência |
| --------- | --------------------------------------------------------------- | ---------- |
| 1986      | Eraldo Caê                                                      | [ 14 ]     |
| 2003      | Nandho Alegria                                                  | [ 15 ]     |
| 2004      | Marcelo Ramos e Marcão                                          | [ 15 ]     |
| 2005      | Mangueira e Clodoaldo Silva                                     | [ 15 ]     |
| 2006      | Amarildo Boca, Marcelo Ramos, Ivan Veneno, Rogerinho Santos     | [ 15 ]     |
| 2007      | Gonzaguinha                                                     | [ 16 ]     |
| 2008      | Dom Geovane, Vando Diniz, Andre e Bira                          | [ 15 ]     |
| 2009      | Sandrinho do Beco                                               | [ 15 ]     |
| 2011      | Nandho Alegria, Alessandro Português e Adriano de Bento Ribeiro | [ 15 ]     |
| 2012      | Português                                                       | [ 15 ]     |
| 2013–2015 | Marcelo Riva                                                    | [ 15 ]     |
| 2016      | Claudemir                                                       | [ 15 ]     |
| 2017      | Zé Dias                                                         | [ 15 ]     |

### Coreógrafo
| Ano       | Nome                        | Ref. |
| --------- | --------------------------- | ---- |
| 2005      | Cátia Santos                |      |
| 2006      | Thiago Jose                 |      |
| 2007      | André Santos                |      |
| 2008      | Marcos Cyrne (Kareca)       |      |
| 2011      | Marcos Aurélio (Marquinhos) |      |
| 2014-2015 | Róbson                      |      |

### Mestre-sala e Porta-bandeira
| Ano  | Nome                        | Ref.   |
| ---- | --------------------------- | ------ |
| 2003 | Wilsinho e Naira            |        |
| 2005 | Felipe e Taísa              |        |
| 2006 | Sergio e Graça              |        |
| 2007 | Diego e Livia               |        |
| 2008 | Fabio Rosa e Lía dos Santos |        |
| 2011 | Maicon e Ana Beatriz        |        |
| 2015 | Jorge Luiz e jennyfer       | [ 17 ] |
| 2016 | Ruam vitor e jennyfer       |        |
| 2017 | Rogerinho e jennyfer        |        |

### Corte de Bateria
| Ano       | Rainha             | Madrinha | Ref.   |
| --------- | ------------------ | -------- | ------ |
| 2013-2014 | Natasha Botafogo   |          | [ 18 ] |
| 2015      | Cris Felix         |          | [ 17 ] |
| 2016      | Andressa Fernandes |          |        |
| 2017      | Andressa Fernandes | Janice   |        |

## Carnavais
| Ano | Colocação | Grupo | Enredo | Carnavalesco | Ref.          |
| --- | --- | --- | --- | --- | ------------- |
| 1948 | 34.º Lugar | Desfile Oficial | | | [ 15 ]        |
| 1949 | A escola não desfilou                                                                                                 | A escola não desfilou                                                                                                 | A escola não desfilou | A escola não desfilou                                                                                                 |               |
| 1950 | 15.º Lugar | FBES | "Isto é Brasil" | |               |
| 1951 | 10.º Lugar | FBES | "Homenagem aos soldados do fogo" | | [ 15 ]        |
| 1952 | Não foi julgada | Grupo 1 | | | [ 15 ]        |
| 1953 | A escola não desfilou                                                                                                 | A escola não desfilou                                                                                                 | A escola não desfilou | A escola não desfilou                                                                                                 | [ 15 ]        |
| 1954 | 21.º Lugar (Rebaixada)                                                                                                | Grupo 1 | | | [ 15 ]        |
| 1955 | 4.º Lugar | Grupo 2 | | | [ 15 ]        |
| 1956 | 4.º Lugar | Grupo 2 | "General Rondon, bandeirante do século XX" | | [ 15 ]        |
| 1957 | 15.º Lugar | Grupo 2 | "Santos Dumont" | | [ 15 ]        |
| 1958 | 20.º Lugar | Grupo 2 | "Recordar é viver" | | [ 15 ]        |
| 1959 | 12.º Lugar | Grupo 2 | | | [ 15 ]        |
| 1960 | Vice-campeã | Grupo 3 | "Brasília" | | [ 15 ]        |
| 1961 | 15.º Lugar (Rebaixada)                                                                                                | Grupo 2 | "Chico Rei" | | [ 15 ]        |
| 1962 | 20.º Lugar | Grupo 3 | | | [ 15 ]        |
| 1963 | 8.º Lugar | Grupo 3 | | |               |
| 1964 | 15.º Lugar | Grupo 3 | "Patrono das armas do Exército" | | [ 15 ]        |
| 1965 | 15.º Lugar | Grupo 3 | | | [ 15 ]        |
| 1966 | 13.º Lugar | Grupo 3 | "Exaltação a Cabo Frio" | | [ 15 ]        |
| 1967 | 5.º Lugar | Grupo 3 | "Escrava Isaura" | | [ 15 ]        |
| 1968 | 3.º Lugar | Grupo 3 | "Anjos do brasil" | |               |
| 1969 | Vice-campeã | Grupo 3 | "Amor de sinfonia" | | [ 15 ]        |
| 1970 | 16.º Lugar (Rebaixada)                                                                                                | Grupo 2 | "Iracema, a virgem Tupã" | |               |
| 1971 | 17.º Lugar | Grupo 3 | "O crepúsculo de um rei negro" | | [ 15 ]        |
| 1972 | 10.º Lugar | Grupo 3 | "Madureira, capital do samba" | | [ 15 ]        |
| 1973 | 8.º Lugar | Grupo 3 | "A deusa dos orixás" | | [ 15 ]        |
| 1974 | 10.º Lugar | Grupo 3 | "Rio de Janeiro a Janeiro" | | [ 15 ]        |
| 1975 | 10.º Lugar | Grupo 3 | "Malba Tahan e seus fabulosos contos orientais" | | [ 15 ]        |
| 1976 | 10.º Lugar | Grupo 3 | | | [ 15 ]        |
| 1977 | 13.º Lugar | Grupo 3 | "Primavera, sonho e poesia" | Marcílio | [ 15 ]        |
| 1978 | 18.º Lugar | Grupo 3 | "Senzala em festa" | Jorge Bithencourt | [ 15 ]        |
| 1979 | 14.º Lugar | Grupo 2-B | "Vinha brasiliense" | Jorge Bithencourt | [ 15 ]        |
| 1980 | 9.º Lugar | Grupo 2-B | "Cana caiana baiana bacana" | Jorge Bithencourt | [ 15 ]        |
| 1981 | 6.º Lugar | Grupo 2-B | "Renascendo das cinzas" (Samba-enredo composto por Doca, Paulão e Jary J. Santos)                                                                                | Jorge Bithencourt | [ 15 ]        |
| 1982 | 3.º Lugar | Grupo 2-B | "N'Gola D'Janga" | Jorge Bithencourt | [ 15 ]        |
| 1983 | 3.º Lugar | Grupo 2-B | "Metamorfose" | Jorge Bithencourt | [ 15 ]        |
| 1984 | Campeã | Grupo 2-B | "Adoiá" | Jorge Bithencourt | [ 15 ]        |
| 1985 | 4.º Lugar | Grupo 2-A | "Eparrei" | Jorge Bithencourt | [ 15 ]        |
| 1986 | 6.º Lugar | Grupo 2-A | "A festa no castelo de Xangô" | Jorge Bithencourt | [ 15 ]        |
| 1987 | 4.º Lugar | Grupo 3 | "E assim surgiu a terra" | Jorge Bithencourt | [ 15 ]        |
| 1988 | 3.º Lugar | Grupo 3 | "Brasil, Brasília" | Jorge Bithencourt | [ 15 ]        |
| 1989 | 5.º Lugar | Grupo 3 | "Raça brasileira" | Jorge Bithencourt | [ 15 ]        |
| 1990 | 10.º Lugar | Grupo B | "Guaraná, Guarani" | Jorge Bithencourt | [ 15 ]        |
| 1991 | 9.º Lugar | Grupo B | "Berço de estrela" | Ananguê | [ 15 ]        |
| 1992 | 12.º Lugar (Rebaixada)                                                                                                | Grupo B | "É uma casa brasileira com certeza" | Ananguê | [ 15 ]        |
| 1993 | 10.º Lugar (Rebaixada)                                                                                                | Grupo C | "Axé Palmares" | Ananguê | [ 15 ]        |
| 1994 | 6.º Lugar | Desfile de Avaliação                                                                                                  | "Clara guerreira" | Ananguê | [ 15 ]        |
| 1995 | Campeã | Grupo 2 | "Banzo, saudades da terra" | Ananguê | [ 15 ]        |
| 1996 | 12.º Lugar (Rebaixada)                                                                                                | Grupo C | "Caboclo bronze de nossa raiz" | Ananguê | [ 15 ]        |
| 1997 | 12.º Lugar | Grupo D | "Neide Coimbra, a dama de ferro do carnaval" | Ananguê | [ 15 ]        |
| 1998 | Vice-campeã | Grupo E | "Samba nosso de cada dia" | Cid Franco | [ 15 ]        |
| 1999 | 11.º Lugar (Rebaixada)                                                                                                | Grupo D | "Ontem, hoje e sempre o circo" | Cid Franco | [ 15 ]        |
| 2000 | 7.º Lugar | Grupo E | "500 anos de danças no Brasil" | Ricardo Machado | [ 19 ]        |
| 2001 | 5.º Lugar | Grupo E | "Meu querido Vaz Lobo...é bairro, é raça, é samba, é união" (Samba-enredo composto por Rogerinho do Futuro)                                                      | Luis Fernando Reis e Fábio Pavão                                                                                      | [ 20 ]        |
| 2002 | 6.º Lugar | Grupo E | "Velhas guardas, antigas sentinelas do samba" | Comissão de Carnaval                                                                                                  | [ 21 ]        |
| 2003 | 4.º Lugar | Grupo E | "O folclore dos primeiros imigrantes em terra brasilis" (Samba-enredo composto por Monami e Lúcia Regina)                                                        | Humberto Pinto e Xuxu Doreste                                                                                         | [ 22 ]        |
| 2004 | 4.º Lugar | Grupo E | "Portela, vida, arte e glória - 80 anos de história" (Samba-enredo composto por Rogério Santos, Marcelo Ramos, Sérgio da Boina, Hélio Pinto e Marcão do Império) | Comissão de Carnaval (Alexander Brívio, Leandro Vasconcelos, Marcelo Machado e Renato Silva)                          | [ 23 ]        |
| 2005 | 3.º Lugar | Grupo E | "Da escravidão à ascensão, o negro que deu certo" (Samba-enredo composto por Monami e Lúcia Regina.Lúcia Regina e Monami)                                        | Comissão de Carnaval (Henrique Seixas, Sérgio e Humberto Pinto)                                                       | [ 24 ]        |
| 2006 | 12.º Lugar | Grupo D | "Madureira bom de samba, bom de bola - suas historias e estorias"                                                                                                | Comissão de Carnaval (Humberto Pinto, Thiago Avhis, Gilson Cavalcante e William Ribeiro)                              | [ 25 ]        |
| 2007 | 3.º Lugar | Grupo D | "A noite dos tambores silenciosos - a explosão de uma raça" | Comissão de Carnaval (Eduardo Pinho, Gerson Tavares e André Santos)                                                   | [ 26 ]        |
| 2008 | 13.º Lugar (Rebaixada)                                                                                                | Grupo D | "Ó abre-alas que o Vaz Lobo vai passar!" | Eduardo Pinho | [ 27 ]        |
| 2009 | 3.º Lugar | Grupo RJ-4 | "Ao cair da noite, a Vaz Lobo traz trabalho" | Carlos Callado | [ 28 ]        |
| 2010 | 14.º Lugar (Rebaixada)                                                                                                | Grupo RJ-3 | "Em seus 80 anos a União de Vaz Lobo se faz raiz, nesta Terra que eu consumo para esta Terra que há de me consumir"                                              | Eduardo Pinho | [ 29 ]        |
| 2011 | 4.º Lugar | Grupo E | "Yabas, senhoras do tempo, deusas da natureza" (Samba-enredo composto por Monami, Ivanzinho de Bento Ribeiro, Celso Tristeza e Alex Carioca)                     | Eduardo Pinho | [ 30 ]        |
| 2012 | 9.º Lugar (Rebaixada)                                                                                                 | Grupo E | "De fato nilopolitana" | Ivan Carneiro | [ 31 ] [ 32 ] |
| 2013 | 6.º Lugar (Rebaixada)                                                                                                 | Grupo 1 (Blocos) | "Trilhos: uma viagem que dá samba" (Samba-enredo composto por Ulisses Izabel, Zeca da Penha, Hélio Pinto e Vando Diniz)                                          | Diogo Porthella | [ 12 ]        |
| 2014 | 6.º Lugar | Grupo 2 (Blocos) | "Brasil... Festa, esperança e fé!" (Samba-enredo composto por PC, Carlão de Quintino, Miranda, Wanderlei do Bloco e Rogério Santos)                              | Nini de Sá | [ 33 ]        |
| 2015 | 7.º Lugar | Grupo 2 (Blocos) | "Na festa dos seus 85 anos a União convida as estrelas do carnaval"                                                                                              | Júlio César |               |
| 2016 | 14.º Lugar | Série E | "A nobreza de uma raça - Raiz, coração e alma" | Comissão de Carnaval (Rosana Novaes, Jaqueline Santos, Miriam e Cláudia)                                              | [ 34 ]        |
| 2017 | Não desfilou | Série E | "Assim como brilha o sol para o novo dia, Vaz Lobo nas asas da fênix renasce sobre as cinzas da folia"                                                           | Comissão de Carnaval                                                                                                  |               |
| 2018 | Não desfilou | Série E | "Do rio de janeiro para o mundo vaz lobo calça as chuteiras e vai sambar"                                                                                        | | [ 35 ]        |
| 2019 | Não desfilou | | | | [ 36 ]        |
| 2020 | Não desfilou | Grupo de Avaliação | Guerreira, no mundo da bola, com toque da vida, viaja e cai na folia!                                                                                            | | [ 37 ]        |
| Inicialmente adiados para o mês de julho, os desfiles do Carnaval 2021 foram cancelados devido a pandemia de Covid-19 | Inicialmente adiados para o mês de julho, os desfiles do Carnaval 2021 foram cancelados devido a pandemia de Covid-19 | Inicialmente adiados para o mês de julho, os desfiles do Carnaval 2021 foram cancelados devido a pandemia de Covid-19 | Inicialmente adiados para o mês de julho, os desfiles do Carnaval 2021 foram cancelados devido a pandemia de Covid-19                                            | Inicialmente adiados para o mês de julho, os desfiles do Carnaval 2021 foram cancelados devido a pandemia de Covid-19 | [ 38 ]        |
| 2022 | Não desfilou | | | | [ 39 ]        |
| 2023 | Não desfilou | LIVRES (Grupo B) | Guerreira do mundo da bola com toque da vida, viaja e cai na folia                                                                                               | | [ 40 ] [ 41 ] |

## Títulos
| Títulos da União de Vaz Lobo | Títulos da União de Vaz Lobo | Títulos da União de Vaz Lobo | Títulos da União de Vaz Lobo | Títulos da União de Vaz Lobo |
| ---------------------------- | ---------------------------- | ---------------------------- | ---------------------------- | ---------------------------- |
| Divisão                      | Divisão                      | Títulos                      | Carnavais                    | Referências                  |
|                              | Quarta Divisão               | 1                            | 1984                         |                              |
|                              | Quinta Divisão               | 1                            | 1995                         |                              |

## Premiações
Prêmios recebidos pelo GRES União de Vaz Lobo.
| Ano  | Prêmio               | Categoria / premiados | Divisão    | Ref.          |
| ---- | -------------------- | --------------------- | ---------- | ------------- |
| 2007 | Troféu Jorge Lafond  | Ala de passistas      | Grupo D    | [ 42 ]        |
| 2009 | Troféu Jorge Lafond  | Premiação especial    | Grupo RJ-4 | [ 43 ] [ 44 ] |
| 2016 | Troféu Samba é nosso | Intérprete            | Grupo E    |               |